# パンディーノ
パンディーノ（伊: Pandino）は、イタリア共和国ロンバルディア州クレモナ県にある、人口約8,900人の基礎自治体（コムーネ）。

## 地理

### 位置・広がり

#### 隣接コムーネ
隣接するコムーネは以下の通り。
- アニャデッロ
- ドヴェーラ
- モンテ・クレマスコ
- パラッツォ・ピニャーノ
- リヴォルタ・ダッダ
- スピーノ・ダッダ

### 気候分類・地震分類
気候分類では、zona E, 2557 GGに分類される。
また、イタリアの地震リスク階級 (it) では、zona 3 (sismicità bassa) に分類される。

## 文化・観光
分離集落Gradellaは、「イタリアの最も美しい村」クラブの加盟メンバーである。

## 姉妹都市
- Saint-Denis-en-Val、フランス 2001年